# Панос Музуракис
Панос Музуракис (на гръцки: Πάνος Μουζουράκης) е гръцки джаз, рок и алтернативен рок изпълнител и актьор.

## Биография и творчество
Роден е на 24 май 1979 година в Цюрих, но от осемгодишен живее със семейството си в Солун. Свири на китара. Има три издадени музикални албума: Μάντεψε ποιος (2007), Ιπτάμενος δίσκος (2011), Στόχος (2013).